# Martha Rockwell
Martha Rockwell (* 26. April 1944 in Providence, Rhode Island) ist eine ehemalige US-amerikanische Skilangläuferin.
Rockwell wurde zwischen 1969 und 1975 mehrfach US-amerikanische Meisterin im Skilanglauf. 1975 konnte sie im Weltcup fünf von sechs Rennen in Europa gewinnen und erreichte in der Gesamtwertung den zehnten Platz. 1972 nahm sie in Sapporo, Japan erstmals an Olympischen Winterspielen teil. Über 5 und 10 Kilometer belegte sie die Ränge 18 und 16. Zusammen mit ihren Teamkolleginnen Barbara Britch und Alison Owen-Spencer erreichte sie in der Staffeln einen 11. Platz. Bei ihrer zweiten Olympiateilnahme 1976 im österreichischen Innsbruck platzierte sie sich als 28. und 36. über 5 beziehungsweise 10 Kilometer. Im Staffelwettbewerb über 4 × 5 Kilometer wurde sie mit Jana Hlavaty, Terry Porter und Twila Hinkle Neunte.
Aufgrund ihrer Leistungen wurde Rockwell zweimal zur Skilangläuferin des Jahres in den USA gewählt. Die US-Meisterin über die 5-Kilometer-Strecke bekommt seitdem eine nach ihr benannte Auszeichnung, den Martha Rockwell Award.
Nach Beendigung ihrer aktiven Karriere arbeitete sie als Trainerin in Dartmouth. 1986 wurde sie außerdem in die Hall of Fame der US-amerikanischen Skisportler aufgenommen.
Rockwell studierte am Bennington College. In 2000 ist sie mit ihrer damaligen Partnerin eines der ersten homosexuellen Paare in Vermont unter dem "Civil Union" Gesetz von dem Staat verheiratet.